# Eloyella bifida
Eloyella bifida är en orkidéart som beskrevs av David Edward Bennett och Eric Alston Christenson. Eloyella bifida ingår i släktet Eloyella och familjen orkidéer.
Artens utbredningsområde är Peru. Inga underarter finns listade i Catalogue of Life.